# 迪安·史密斯 (1969年)
迪安·史密斯（英語：Dean Smith，1969年5月15日—），澳洲政治人物，他的黨籍是澳洲自由黨。自2012年開始，他是代表西澳大利亞州的澳大利亞參議院議員之一。他在17歲時加入澳洲自由黨。